# Sky High
A Sky High (スカイハイ) egy manga melyet Takahashi Tsutomu alkotott. A mangából később egy élőszereplős film, valamint televíziós sorozat is készült.

## Cselekmény
Izuko a Harag Kapujának őre és a holtak lelkének kísérője. A holtaknak három választási lehetősége van mikor elérnek a Kapuhoz. Felemelkednek a Mennybe majd később reinkarnálódnak, szellemként visszatérnek a Földre, vagy megbosszulhatják valakin a halálukat, de utána a Pokolba kerülnek.

## A Manga
A manga minden fejezete különálló történet egy-egy emberről. A fejezetekben felelevenedik, hogy miért és hogyan haltak meg, valamint az, hogy haláluk után milyen események történnek a Földön. Mindegyik áldozatnak döntenie kell, hogy milyen utat választ; megbékél sorsával és megbocsát, vagy a bosszút áll haláláért.
A mangából három sorozat és összesen 8 kötet látott napvilágot. A három sorozat: Sky High (スカイハイ), Sky High Karma (スカイハイ カルマ), Sky High Shinshou (スカイハイ 新章).

### Japán megjelenések
B6-os méret
| Év   | Cím                  | ISBN-kód           |
| ---- | -------------------- | ------------------ |
| 2001 | Sky High #1          | ISBN 4-08-876245-2 |
| 2002 | Sky High #2          | ISBN 4-08-876301-7 |
| 2003 | Sky High Karma #1    | ISBN 4-08-876447-1 |
| 2003 | Sky High Karma #2    | ISBN 4-08-876490-0 |
| 2003 | Sky High Shinshou #1 | ISBN 4-08-876542-7 |
| 2004 | Sky High Shinshou #2 | ISBN 4-08-876593-1 |
| 2004 | Sky High Shinshou #3 | ISBN 4-08-876659-8 |
| 2005 | Sky High Shinshou #4 | ISBN 4-08-876741-1 |

## Az Élőszereplős Film

### Cselekmény
|  | Alább a cselekmény részletei következnek! |

Kanzaki nyomozó (Tanihara Shosuke) egy sorozatgyilkost üldöz, aki minden áldozatának kivágja a szívét. A gyilkos következő áldozata, Mina (Shaku Yumiko), Kanzaki menyasszonya, akivel éppen az esküvőjük napján végez. Mina halála után a Harag Kapuja előtt találja magát, ahol a Kapu Őre, Izuko (Shiina Eihi) várja. Izuko felajánlja Minának a három lehetősek, miszerint felemelkedhet a Mennybe majd reinkarnálódhat, szellemként bolyonghat a Földön, vagy megbosszulhatja erőszakos halálát, de utána örökre a Pokolba kerül. Mivel a döntés nem könnyű, Izuko megengedi, hogy Mina három napra visszatérjen a Földre, de persze úgy, hogy senki nem láthatja.

Közben Kanzaki teljesen összetört és megszállottan veszi üldözőbe a gyilkost. Rájön, hogy a tettes egy genetikus, Kudo (Osawa Takao), és az asszisztense, Rei. Kudo össze akar gyűjteni hat emberi szívet, olyan nőktől, akik először életükben szintén a Harag Kapuját őrizték, hogy aztán megnyissa velük a Harag Kapuját és démonokat szabadítson rá a világra, akik teljesítik minden kívánságát.